# 郭万钧
郭万钧（1942年11月1日—2008年11月28日），黑龙江省齐齐哈尔人，满族，中华人民共和国导弹技术专家，因和沃维汉共同出卖军事情报給臺灣的中華民國政府而被以间谍罪判处死刑。

## 生平
郭万钧毕业于南开大学物理系。后来成为中国航天科技集团高级工程师，是中华人民共和国的导弹技术专家，参与设计某些型号战略导弹。
郭万钧和沃维汉是亲戚。1990年代初，在一位远房亲戚的婚礼上，沃维汉回国祝贺，两人就此相识。此后，身为台湾间谍的沃维汉以金钱为诱饵，将郭万钧发展为重点联系人。从1990年代中后期到21世纪初，郭万钧向沃维汉提供了大量战略导弹情报，即便后来明知沃维汉在为境外间谍组织工作也没有收手。据了解，被沃维汉、郭万钧泄密的战略导弹是东风-31战略导弹。
2005年初，中国国家安全机关将沃维汉、郭万钧抓捕归案。2007年5月24日，沃维汉因间谍罪、郭万钧因向境外非法提供国家秘密罪，分别被北京市第二中级人民法院一审判处死刑。二人不服，向北京市高级人民法院提出上诉。2008年1月29日，北京市高级人民法院终审裁定，维持一审原判。经法院审理认定，郭万钧先后向沃维汉提供涉及战略导弹等7项绝密情报。为此，沃维汉先后转交由间谍组织提供给郭万钧的数万美元及一块手表。法院审理认定，沃维汉、郭万钧所获情报的泄露，对国家安全和国防建设造成特别巨大危害，后果特别严重。
2008年11月28日，经中华人民共和国最高人民法院核准，沃维汉、郭万钧被执行死刑。